# Memoriał Henryka Łasaka 2010
Il Memoriał Henryka Łasaka 2010, dodicesima edizione della corsa, valida come evento dell'UCI Europe Tour 2010 categoria 1.2, si svolse il 14 agosto 2010 su un percorso di 134 km. Fu vinto dal polacco Mariusz Witecki, che terminò la gara in 3h19'22" alla media di 40,32 km/h.
Al traguardo 87 ciclisti portarono a termine il percorso.

## Squadre e corridori partecipanti
| N.    | Cod. | Squadra                      |
| ----- | ---- | ---------------------------- |
| 1-8   | LKT  | LKT Team Brandenburg         |
| 9-16  |      | Team Rheinhessen             |
| 17-24 | POL  | Polonia                      |
| 25-32 | DHL  | DHL-Author                   |
| 33-40 | AKT  | Aktio Group-Mostostal Pulawy |
| 41-48 | DUK  | Kemo-Dukla Trenčín           |
| 49-56 |      | Rietumu-Delfin               |
| 57-64 | CCC  | CCC Polsa- Polkowice         |
| 65-72 | KLS  | Kolss Cycling Team           |

| N.      | Cod. | Squadra              |
| ------- | ---- | -------------------- |
| 73-80   | ISE  | ISD Continental Team |
| 81-88   | LEG  | Legia-Felt           |
| 89-96   | GER  | Germania             |
| 97-104  | BLR  | Bielorussia          |
| 105-112 |      | Chrobry Felt Glogow  |
| 113-120 | PSK  | PSK Whirlpool-Author |
| 121-128 | ASP  | AC Sparta Praha      |
| 129-136 | MRO  | Mroz-Active Jet      |
| 137-144 | RWD  | Romet-Weltour-Debica |

## Ordine d'arrivo (Top 10)
| Pos. | Corridore        | Squadra        | Tempo    |
| ---- | ---------------- | -------------- | -------- |
| 1    | Mariusz Witecki  | Mroz-Active    | 3h19'22" |
| 2    | Tomáš Bucháček   | PSK Whirlpool  | s.t.     |
| 3    | Marek Rutkiewicz | Mroz-Active    | s.t.     |
| 4    | Adrian Honkisz   | CCC Polsat     | a 14"    |
| 5    | Indulis Bekmanis | Rietumu-Delfin | s.t.     |
| 6    | André Schulze    | PSK Whirlpool  | a 17"    |
| 7    | Henning Bommel   | LKT Team       | s.t.     |
| 8    | Volodymyr Duma   | Romet-Weltour  | s.t.     |
| 9    | Maroš Kováč      | Dukla Trenčín  | s.t.     |
| 10   | Theo Reinhardt   | Germania       | s.t.     |